# Bad Karlshafen
Bad Karlshafen (bis 1977 Karlshafen, niederdeutsch Korlshoawen) ist eine Kurstadt im Landkreis Kassel sowie die nördlichste Gemeinde Hessens.
Im Stadtgebiet, das sich auf 14,85 km² Fläche ausbreitet, leben 3778 Einwohner, davon 2300 im Stadtteil Bad Karlshafen und 1600 im Stadtteil Helmarshausen (Luftkurort, selbständige Gemeinde bis 1972).
Seit 1977 trägt Karlshafen als staatlich anerkanntes Heilbad den Zusatz Bad im Namen und wird auch als Barockstadt beworben.
Das historische Weserhafenbecken wurde in den 1920er Jahren von der Weser abgeschnitten. Seit 2018 ist es wieder für Wasserfahrzeuge erreichbar. Eine Schleuse in der Zufahrt hält den Wasserstand im Hafen konstant.

## Geographie

### Lage
Das nordhessische Bad Karlshafen liegt zwischen dem Solling im Norden und dem Reinhardswald im Süden am hessisch-niedersächsisch-nordrhein-westfälischen Dreiländereck, das sich bei den direkt nordwestlich der Stadt gelegenen Hannoverschen Klippen befindet. Die Stadt breitet sich unmittelbar an der auf 95,6 m ü. NN gelegenen Mündung der von Süden kommenden Diemel in die von Osten heran fließende Weser aus. Südwestlich in Höhe der Einmündung liegen die Hessischen Klippen.

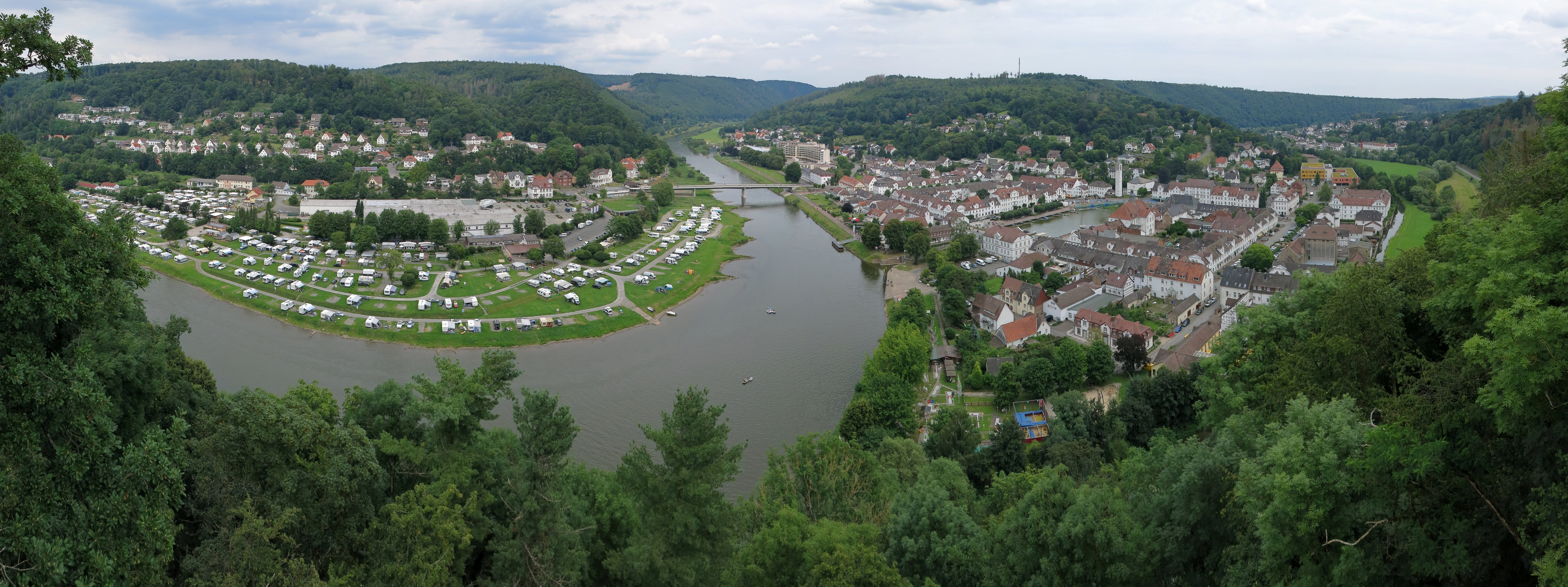
Blick über Bad Karlshafen vom Hugenottenturm

### Stadtteile
Stadtteile von Bad Karlshafen sind die gleichnamige Kernstadt und der 1,3 km (Luftlinie) südlich gelegene ältere, bis 1972 selbständige Ort Helmarshausen. Zwischen beiden Stadtteilen sind auf der Bundesstraße 83 entlang einer Diemelschleife etwa 3,2 km zurückzulegen; etwa auf halber Strecke liegt an dieser Straße die Karlshafener Kolonie Nollendorf/Diemelhöhe.

### Nachbargemeinden
Bad Karlshafen grenzt im Norden an das gemeindefreie Gebiet Solling, im Nordosten an den Flecken Bodenfelde (beide im Landkreis Northeim in Niedersachsen), im Osten an das gemeindefreie Gebiet Gutsbezirk Reinhardswald, im Süden an die Stadt Trendelburg (beide im Landkreis Kassel) sowie im Westen an die Stadt Beverungen (Kreis Höxter in Nordrhein-Westfalen).

## Geschichte

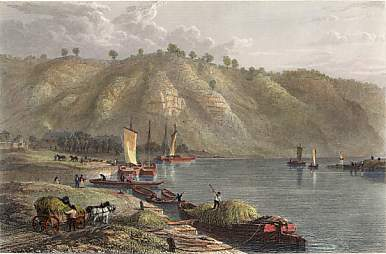
Die Hessischen Klippen. Stahlstich nach Robert Batty

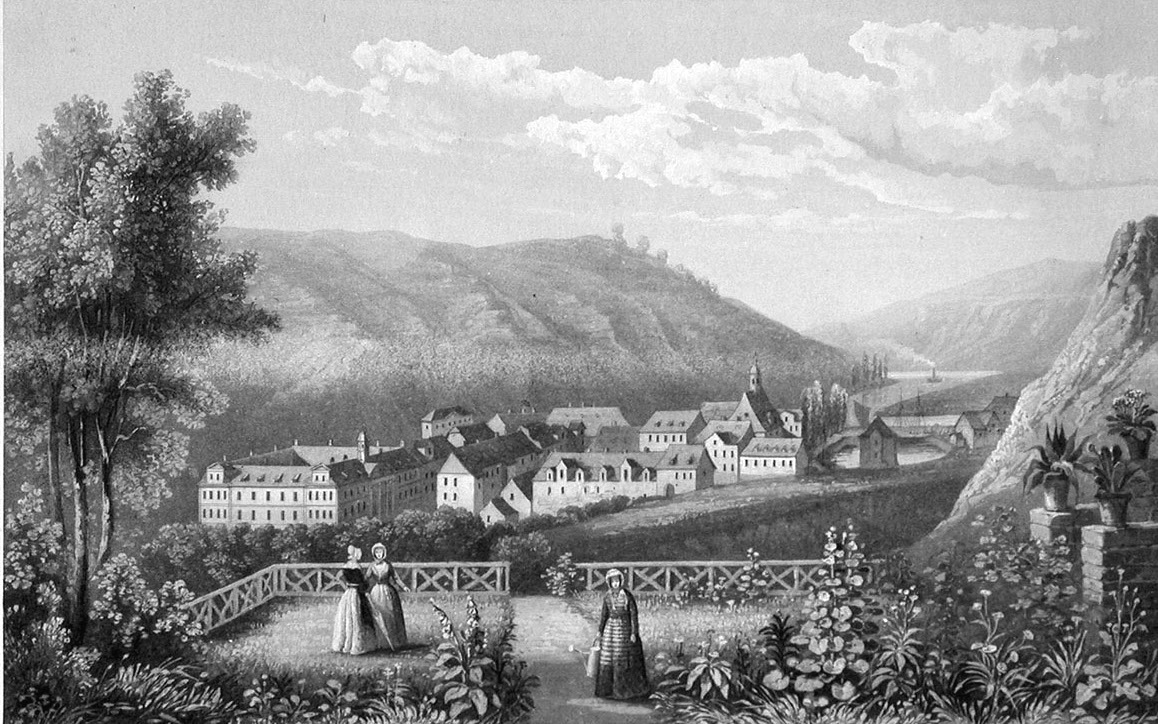
Carlshafen: Stahlstich von Johann Heinrich Martens nach Fink (um 1840)

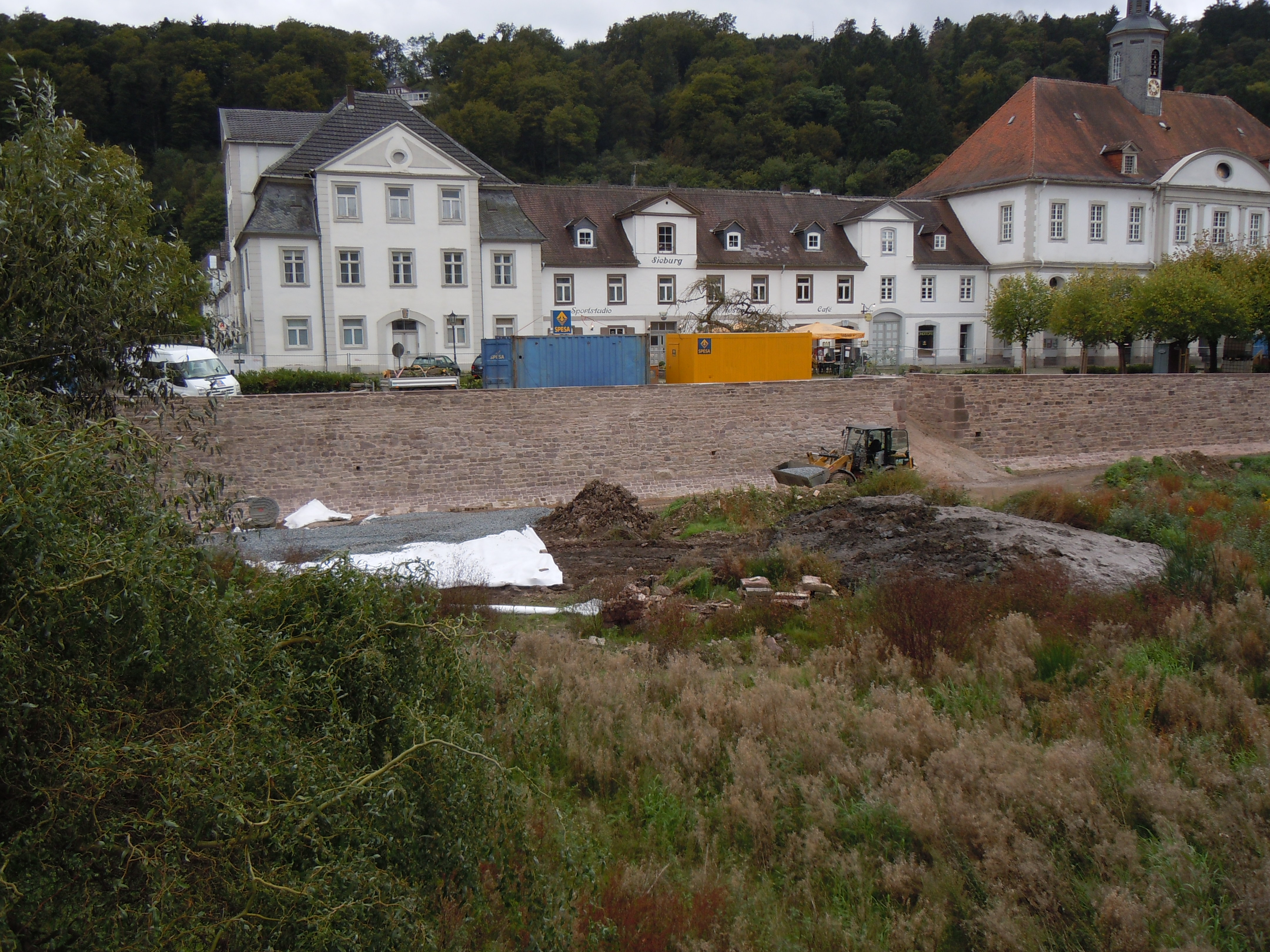
Hafenbecken während des Umbaus 2014

Karlshafen wurde 1699 als Sieburg (Syburg) von Landgraf Karl als Exulantenstadt von Hessen-Kassel zur Ansiedlung von Hugenotten, protestantischen Glaubensflüchtlingen aus Frankreich, gegründet. Der Name leitete sich von der 274 m hohen Erhebung Sieburg im nördlichen Reinhardswald ab. Landgraf Karl ordnete den Aufbau einer neuen Fabrik- und Handelsstadt an, und sein Ingenieur und Baumeister Friedrich Conradi begann die Planungen dazu. Im Zusammenhang mit den ehrgeizigen Plänen, den Landgraf-Carl-Kanal zu graben, wollte der Landgraf die Zölle (Stapelrecht) von Hannoversch Münden umgehen und eine neue Wasserstraße bis in die Residenzstadt Kassel bauen lassen. Diese Pläne konnten jedoch nur teilweise realisiert werden, ebenso wie die weiteren Ausbaupläne für die Stadt. 1704 wurde das Invalidenhaus errichtet. Es diente bis 1918 der lebenslangen Unterbringung und Versorgung invalider hessischer Soldaten und ihrer Familien. Im Jahre 1717 wurde der Ort durch den Hofbaumeister Paul du Ry zu Ehren von Carl Landgraf zu Hessen in Carlshaven umbenannt. Die ersten Einwohner der neuen barocken Stadt waren Hugenotten und Waldenser. Gegenüber der Altstadt auf der anderen Weserseite liegt die Gartenstadt, die später erbaut wurde, um weiteren Wohnraum zu schaffen. Nach dem Tod des Stadtgründers 1730 wurde der erst auf 17 km Länge fertiggestellte Kanalbau eingestellt.
In Carlshafen wurden 1730 durch den hugenottischen Apotheker Jacques Galland Solequellen entdeckt. Es begann der Handel mit Salz. Im Jahre 1763 wurde eine Saline, bestehend aus Pumpwerk und drei Gradierwerken, aufgebaut.
Carlshafen war im Königreich Westphalen Sitz des Kantons Karlshafen, in Kurhessen von 1814 bis 1821 des Amtes Carlshafen, ab 1821 des Justizamtes Karlshafen und nach der Annexion Kurhessens durch Preußen (ab 1867) Sitz des Amtsgerichts Karlshafen.
Nach der Gründung des Preußisch-Hessischen Zollvereins wurde zum Schutz der norddeutschen Solevorkommen die Salzgewinnung eingestellt. Im Jahre 1838 wurde in dem Ort das erste Badehaus errichtet, in dem die Sole zur Behandlung von Kurgästen eingesetzt wurde. Im Jahre 1903 wurde am rechten Weserufer eine Saline gebaut; diese wurde während des Zweiten Weltkriegs zerstört. Im Jahre 1935 wurde Carlshafen in Karlshafen umbenannt. 1955 wurde es als Sole-Heilbad anerkannt.
Am 16./17. Juli 1965 richtete die Heinrichsflut im Bereich der barocken Altstadt schwere Verwüstungen an. Am 25. September 1966 wurde der Reisezugverkehr der Carlsbahn (Bahnstrecke Kassel–Warburg; Friedrich-Wilhelms-Nordbahn) eingestellt und am 27. September 1986 auch der Güterzugverkehr.
Im Zuge der Gebietsreform in Hessen wurde kraft Landesgesetz die Stadt Helmarshausen, der historisch viel ältere Ort, zum 1. August 1972 mit der Stadt Karlshafen zur neuen Stadt Karlshafen zusammengeschlossen.
Im Jahr 1973 wurde ein neues Kurzentrum eröffnet. Am 27. Mai 1977 wurde der Stadt Karlshafen der Titel Bad Karlshafen verliehen. Im Jahre 1986 wurde ein neues Gradierwerk errichtet. Im Jahre 2004 wurde eine neue Solequelle in 1150 Metern Tiefe erschlossen und im Dezember 2004 die Kristalltherme Weserbergland, heute Weser-Therme, eröffnet.
2017 begannen Bauarbeiten zur Sanierung und Neugestaltung des historischen Hafenbeckens vor dem Rathaus. Diese wurden 2019 abgeschlossen. Am 11. Mai konnte die Neueröffnung und Wiederanbindung an die Weser gefeiert werden.

## Einwohnerentwicklung

Einwohnerentwicklung von Bad Karlshafen von 1773 bis 2017 nach nebenstehender Tabelle

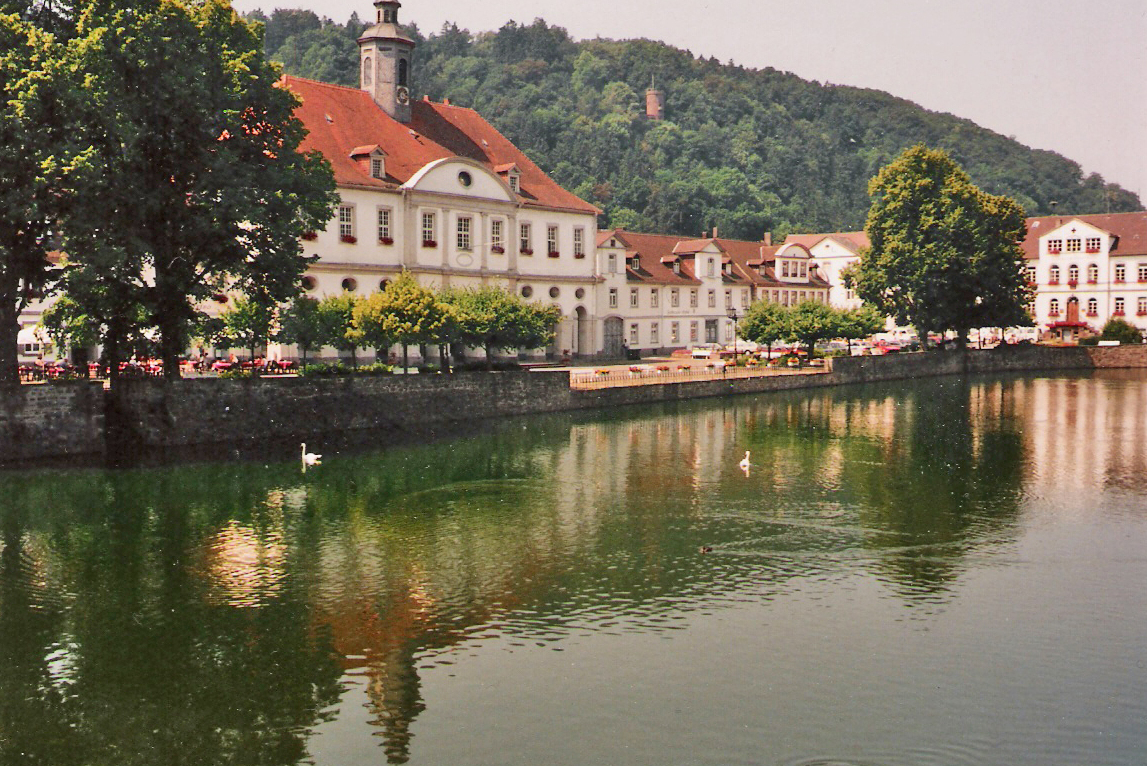
Hafenbecken mit Rathaus und – im Hintergrund – Hugenottenturm (1995)

| Jahr       | Einwohner | zusammen mit Helmarshausen |
| ---------- | --------- | -------------------------- |
| 1773       | 0713      | 1412                       |
| 1819       | 1203      | 2254                       |
| 1849       | 1781      | 3127                       |
| 1885       | 1600      | 2901                       |
| 1895       | 1724      | 3038                       |
| 1910       | 1908      | 3220                       |
| 1919       | 1746      | 3003                       |
| 1925       | 1869      | 3216                       |
| 1933       | 2124      | 3495                       |
| 1939       | 2224      | 3565                       |
| 1946       | 3687      | 5606                       |
| 1958       | 3135      | 4829                       |
| 06.06.1961 | 3118      | 4763                       |
| 27.05.1970 | 2910      | 4674                       |
| 31.12.2002 |           | 4278                       |
| 31.12.2006 |           | 4047                       |
| 31.12.2008 |           | 3926                       |
| 31.12.2009 |           | 3830                       |
| 31.12.2010 |           | 3794                       |
| 31.12.2012 |           | 3561                       |
| 31.12.2013 |           | 3534                       |
| 31.12.2015 |           | 3718                       |
| 31.12.2017 |           | 3641                       |
| 31.12.2021 | 2202      | 3612                       |

## Politik

### Stadtverordnetenversammlung
Die Kommunalwahl am 14. März 2021 lieferte folgendes Ergebnis, in Vergleich gesetzt zu früheren Kommunalwahlen:
| Stadtverordnetenversammlung – Kommunalwahlen 2021                                                                                   | Stadtverordnetenversammlung – Kommunalwahlen 2021                              |
| --- | ------------------------------------------------------------------------------ |
| Stimmenanteil in %Wahlbeteiligung 44,6 % 403020100 35,7 (−2,5)28,2 (+6,8)27,5 (+1,0)4,6 (−9,4)4,1 (n. k.) FWGCDUSPDAfDGrüne20162021 | SitzverteilungInsgesamt 17 Sitze - SPD: 4 - Grüne: 1 - FW: 6 - CDU: 5 - AfD: 1 |

| Parteien und Wählergemeinschaften | Parteien und Wählergemeinschaften                     | % 2021 | Sitze 2021 | % 2016 | Sitze 2016 | % 2011 | Sitze 2011 | % 2006 | Sitze 2006 | % 2001 | Sitze 2001 |
| FWG                               | Freie Wählergemeinschaft Bad Karlshafen-Helmarshausen | 35,7   | 6          | 38,2   | 6          | 39,2   | 8          | 29,0   | 07         | 22,2   | 05         |
| CDU                               | Christlich Demokratische Union Deutschlands           | 28,2   | 5          | 21,4   | 4          | 27,3   | 5          | 28,5   | 06         | 27,7   | 06         |
| SPD                               | Sozialdemokratische Partei Deutschlands               | 27,5   | 4          | 26,5   | 5          | 33,5   | 6          | 42,4   | 10         | 50,0   | 12         |
| AfD                               | Alternative für Deutschland                           | 04,6   | 1          | 14,0   | 2          | —      | —          | —      | —          | —      | —          |
| Grüne                             | Bündnis 90/Die Grünen                                 | 04,1   | 1          | —      | —          | —      | —          | —      | —          | —      | —          |
| Gesamt                            | Gesamt                                                | 100,0  | 17         | 100,0  | 17         | 100,0  | 19         | 100,0  | 23         | 100,0  | 23         |
| Wahlbeteiligung in %              | Wahlbeteiligung in %                                  | 44,6   | 44,6       | 51,9   | 51,9       | 61,7   | 61,7       | 53,0   | 53,0       | 57,3   | 57,3       |

### Bürgermeister
Nach der hessischen Kommunalverfassung wird der Bürgermeister für eine sechsjährige Amtszeit gewählt, seit dem Jahr 1993 in einer Direktwahl, und ist Vorsitzender des Magistrats, dem in der Stadt Bad Karlshafen neben dem Bürgermeister ehrenamtlich ein Erster Stadtrat und sechs weitere Stadträte angehören. Bürgermeister ist seit dem 16. Januar 2018 Marcus Dittrich, der in der Kommunalpolitik bis dahin Stadtverordnetenvorsteher war. Er wurde als Nachfolger von Ulrich Otto, der nach zwei Amtszeiten nicht mehr kandidiert hatte, am 21. Mai 2017 in einer Stichwahl mit denkbar knappem Ausgang, die im Stadtteil Helmarshausen am 5. November 2017 wiederholt werden musste, bei 76,49 Prozent Wahlbeteiligung mit letztlich 52,34 Prozent der Stimmen gewählt. Es folgte eine Wiederwahl ohne Gegenkandidaten im Oktober 2023.
Amtszeiten der Bürgermeister
- 2018–2030 Marcus Dittrich (von FWG und CDU unterstützt)[14]
- 2005–2018 Ulrich Otto[15]
- 1999–2005 Rolf Schließmann (SPD)
- 1975–1999 Hans Christian Wehmeier (FWG)
- 1960–1975 Karl Heinz Hansen (FWG)

### Wappen und Flagge
Wappen

Blasonierung: „Der durch einen silbernen Zinnenkranz von Blau und Grün geteilte Schild zeigt oben den wachsenden hessischen Löwen, unten eine aufgehende, goldene Sonne.“
Das Wappen der Stadt am 22. März 1974 vom Hessischen Innenminister genehmigt, gestaltet wurde es von dem Bad Nauheimer Heraldiker Heinz Ritt.
 Flagge 
Die Flagge wurde der Gemeinde am 26. Juni 1981 vom Hessischen Innenminister genehmigt und wird wie folgt beschrieben:
Flaggenbeschreibung: „Die Flagge der Stadt Karlshafen zeigt auf zwei gleichbreiten Flaggenbahnen von Grün und Gold in der oberen Hälfte das Wappen der Stadt.“ 

### Städtepartnerschaften

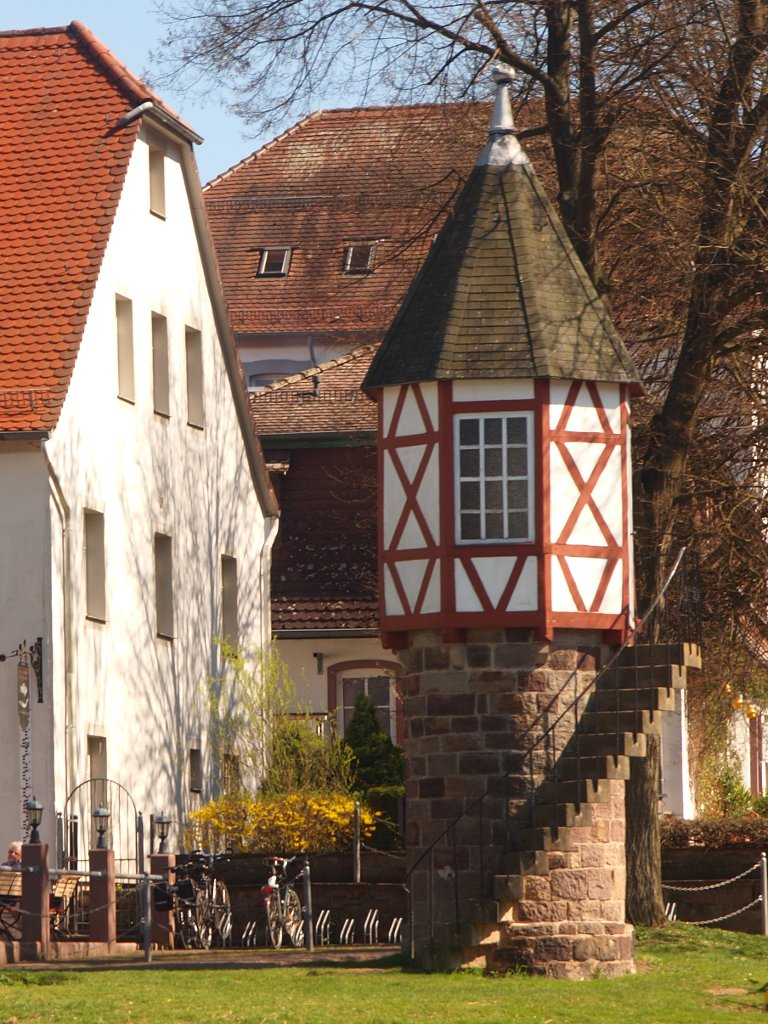
Pegelhaus an der Einfahrt zum historischen Hafenbecken

Bad Karlshafen unterhält partnerschaftliche Beziehungen zu
- ’s-Gravenzande in den Niederlanden seit 1961 und
- Bad Suderode in Sachsen-Anhalt seit 1990.

## Wirtschaft und Infrastruktur

### Gesundheitswesen
- Carolinum – Dr.-Ebel-Fachklinik für Orthopädie, Neurologie, Geriatrie und Rehabilitation
- Vor Ort sind mehrere Fachärzte verschiedener Fachrichtungen tätig.

### Verkehr

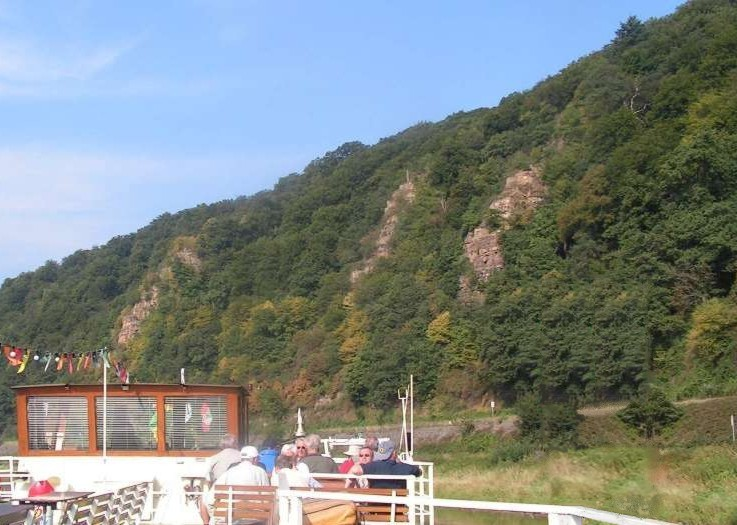
Blick auf die Hannoverschen Klippen von einem Weserschiff

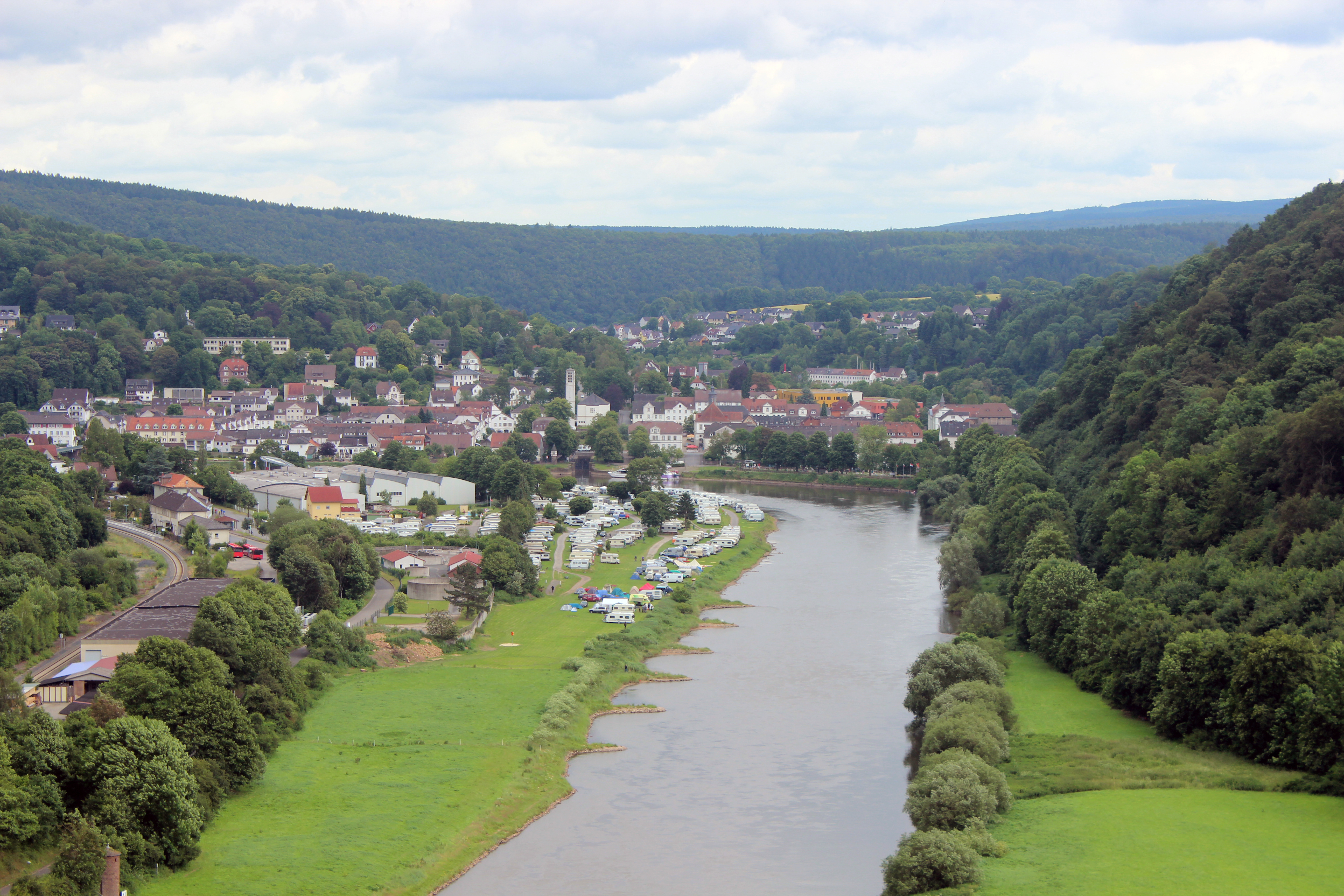
Blick von den Hannoverschen Klippen nach Bad Karlshafen

#### Straßen
In Bad Karlshafen beginnt die Bundesstraße 80, die von der B 83 nach Osten die Weser flussaufwärts begleitend abzweigt. Auf der B 80 und der davon abzweigenden B 496 kann man durch Hann. Münden zur 50 Straßenkilometer entfernten Anschlussstelle Hann. Münden/Lutterberg der Bundesautobahn 7 im Südsüdosten fahren. Auf den Bundesstraßen 83, 241 und 252 ist die 41,5 Straßenkilometer entfernte Anschlussstelle Warburg der A 44 im Südwesten zu erreichen.
Von dort aus besteht auf der A 44 Verbindung zum nahe der Anschlussstelle Büren liegenden Flughafen Paderborn-Lippstadt im Westen. Auf der B 83, ab Grebenstein auf der Kreisstraße 50 und schließlich auf der B 7 kann man zum Flughafen Kassel-Calden im Süden fahren. In der Kernstadt zweigt von der B 80 die K 77 ab, die nordwestwärts auf der Weserbrücke (Brüderstraße) zum jenseits der Weser gelegenen Bahnhof Bad Karlshafen führt; die Brücke wird seit 2017 durch einen Neubau ersetzt, der bis Sommer 2019 fertiggestellt sein soll.

#### Fahrradverkehr
Der Hessische Radfernweg R1 (Fuldaradweg) und der Hessische Radfernweg R4 von Hirschhorn enden in Bad Karlshafen. Daneben gibt es den Weserradweg (R99) von Hann. Münden bis Cuxhaven, den Diemelradweg von Usseln bis Bad Karlshafen sowie die D-Route 9 (Weser-Romantische Straße).

#### Eisenbahn
Der 27,92 km lange Abschnitt der Carlsbahn vom Bahnhof Grebenstein über Hümme nach Bad Karlshafen, welcher am 30. März 1848 eröffnet wurde, war die erste Eisenbahn in Kurhessen und führte vom Bahnhof Karlshafen LU (linkes [Weser-]Ufer) über Hümme nach Kassel. Der Personenverkehr bis Hümme wurde 1966 eingestellt, ebenso der Güterverkehr zwischen Trendelburg und Bad Karlshafen. Endgültig wurde die Strecke bis Hümme im Jahr 1986 stillgelegt.
Bis zur Stilllegung der Carlsbahn verfügte die Stadt über zwei Bahnhöfe, danach verblieb nur der Bahnhof Bad Karlshafen rechtes Ufer, heute Bad Karlshafen. Die dort verlaufende Sollingbahn auf der Strecke Ottbergen–Bodenfelde–Northeim wird durch die NordWestBahn im Stundentakt mit Regionalbahnen bedient. Die Züge verkehren seit Dezember 2015 von und bis Paderborn.
| Linie | Verlauf | Takt                                              |
| ----- | --- | ------------------------------------------------- |
| RB 85 | Oberweserbahn: Paderborn Hbf – Altenbeken – Bad Driburg – Brakel (Höxter) – Höxter-Ottbergen – Beverungen-Wehrden – Lauenförde-Beverungen – Bad Karlshafen – Bodenfelde – Vernawahlshausen – Offensen (Kr North) – Adelebsen – Lödingsen – Lenglern – Göttingen Stand: Fahrplanwechsel Dezember 2023 | 60 min (werktags) 120 min (Wochenenden/Feiertage) |

Die Strecke hatte keine Gleisverbindung zur (ehemaligen) Carlsbahn. Im Rahmen des eingleisigen Rückbaus der Sollingbahn in den 1990er Jahren wurde der Bahnhof zu einem unbesetzten Haltepunkt.
Die Stadt gehört zum Nordhessischen Verkehrsverbund. Der Bahnhof liegt in diesem Verbundgebiet isoliert zwischen den beiden niedersächsischen Bahnhöfen Bodenfelde und Lauenförde-Beverungen, so dass auf diesem Streckenabschnitt der Tarif des VSN angewendet wird (ähnlich wie auch im ebenfalls hessischen Vernawahlshausen). In Richtung NRW gelten außerdem der „Hochstift-Tarif“ (Nahverkehrsverbund Paderborn-Höxter) und der NRW-Tarif.

#### Schiffsbetrieb
Von April bis Oktober werden mit Weserschiffen Linienfahrten nach Höxter und Oedelsheim angeboten. Anbieter sind die Unternehmen Flotte Weser und Weserschiff-Linie 2000.
Eine Schleuse ermöglicht Booten und Yachten die Zufahrt in den historischen Hafen.

## Kultur und Sehenswürdigkeiten

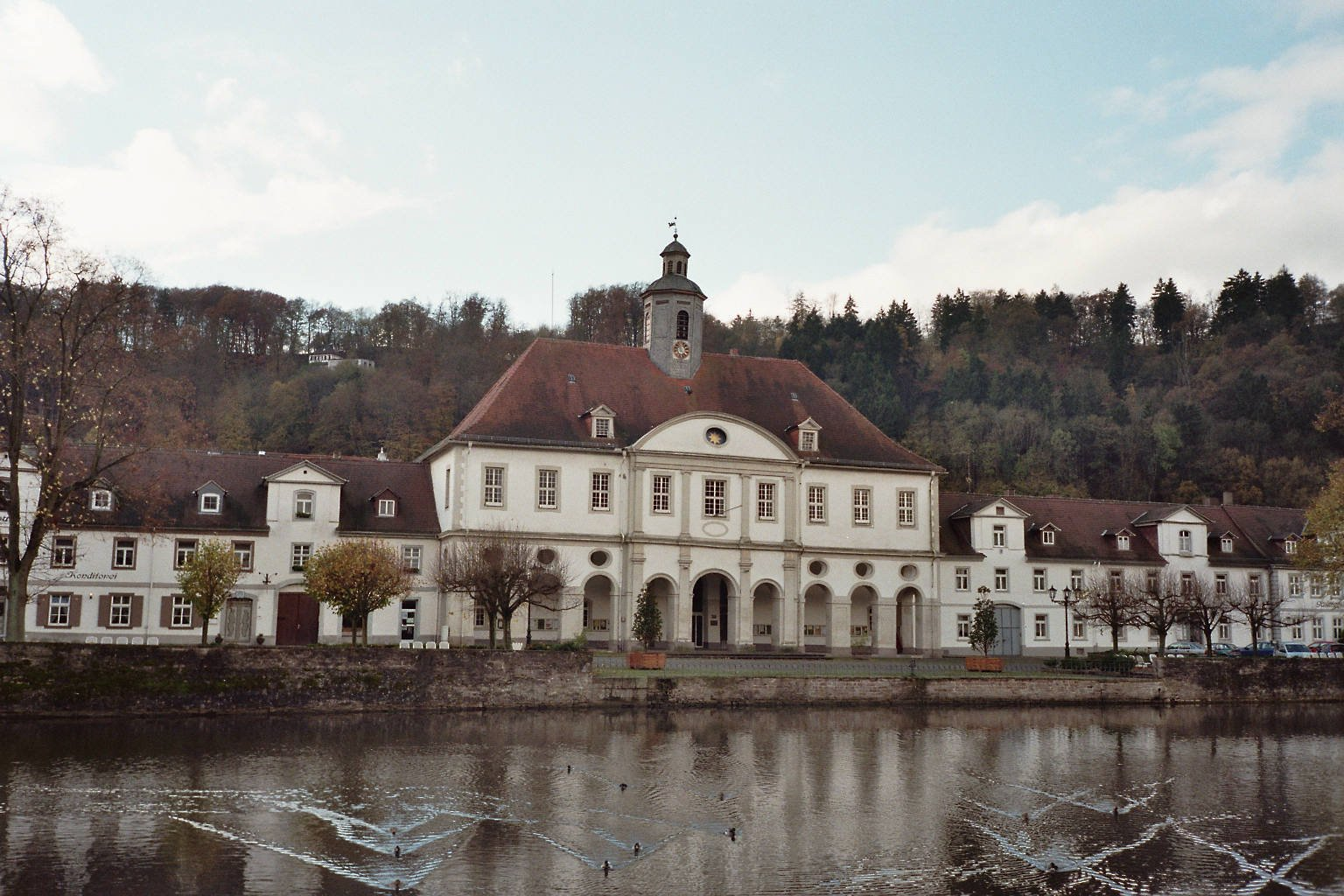
Ehemaliges Packhaus („Altes Rathaus“), 1715–1718 erbaut, mit Hafenbecken des Landgraf-Carl-Kanals

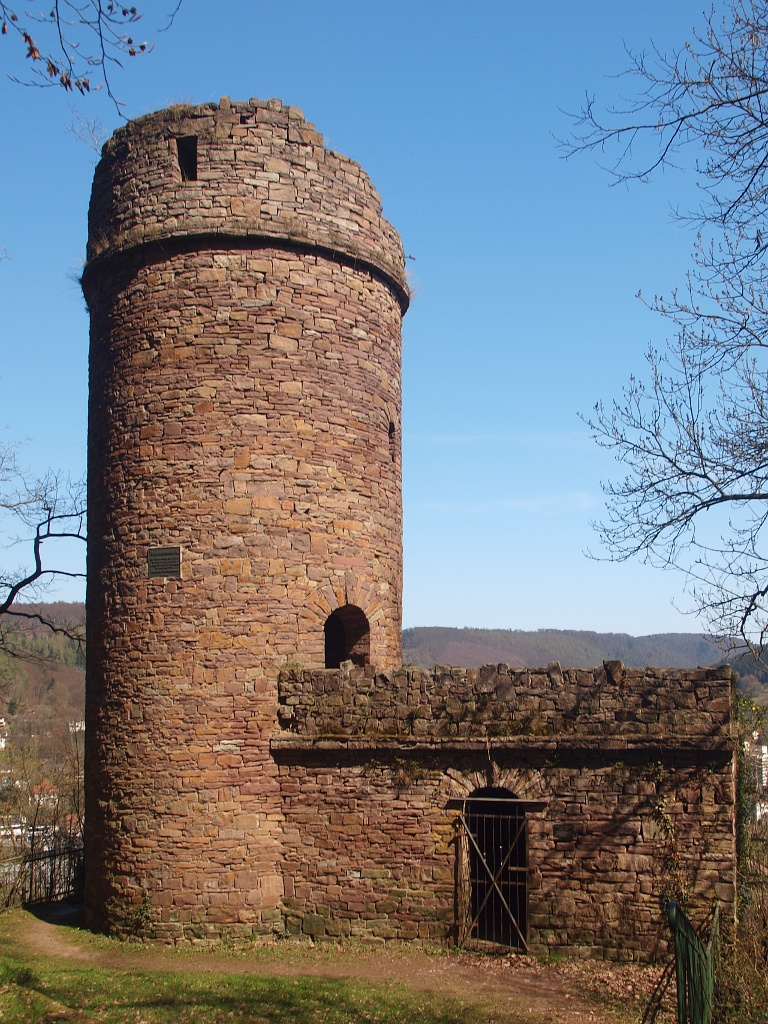
Hugenottenturm

Die Stadtanlage im Stil des Weserbarock mit symmetrisch angelegten Straßenzügen ist in weiten Teilen eindrucksvoll erhalten. Als Hauptbau macht sich, direkt am historischen Hafenbecken gelegen, das ehemalige Pack- und Lagerhaus (heute Rathaus) mit mächtigem Walmdach und zentralem Dachreiter bemerkbar; es wurde 1715 bis 1718 erbaut und diente dem Landgrafen bei Besuchen als repräsentative Unterkunft. Hier begann der einstmals bis Marburg geplante, aber nur bis kurz vor Hümme gebaute Landgraf-Carl-Kanal, von dem noch einige Relikte zu finden sind.
Das 1700 erbaute und damit älteste Haus der Stadt befindet sich am Hafenplatz und wird heute als Hotel-Restaurant genutzt.
1910 entstand das Bauwerk des Erholungsheim für Eisenbahnbeamte von Alois Holtmeyer.
Westlich über Bad Karlshafen steht auf einer der Hessischen Klippen der Hugenottenturm (etwa 165 bis 170 m ü. NHN), der als Wanderziel genutzt wird und von dem man eine gute Aussicht auf die Stadt hat.
Östlich von Karlshafen, an drei von vier Seiten von den Tälern der Diemel und der Weser begrenzt, befindet sich die Hochebene der Sieburg, einer frühgeschichtlichen Ringwallanlage, die mit ihren Ausmaßen ein in Nordhessen beispielloses Bild einer natürlich und künstlich angelegten Wallanlage darstellt. Im südlichen Teil, der weder von der Diemel noch von der Weser begrenzt wird, besitzt die Hochfläche eine Verbindung zum umliegenden Land. An dieser Stelle befinden sich zwei Abschnittswälle und -gräben. Der innere Wall verläuft in etwa in einer westöstlichen Linie von einem Steilhang zum anderen und besitzt eine Länge von 550 m; am Ostende besteht er scheinbar nur aus Steinen und besitzt eine vier Meter breite Lücke, die als Tor gedient haben könnte. Der Umfang fasst einen Raum, der mehr als einen Quadratkilometer groß ist. Der äußere Wall besitzt gegenüber dem inneren lediglich eine Länge von 250 m.
Beim südlich der Kernstadt gelegenen Ortsteil Helmarshausen befindet sich auf dem Waltersberg (184,2 m) die Ruine der Krukenburg. Der Bau der Burg begann zwischen 1215 und 1220; nach 1617 verfiel sie allmählich.
Unweit weserabwärts und damit westlich der Stadt ragen bereits im Stadtgebiet von Beverungen (NRW) am rechten Stromufer die Hannoverschen Klippen aus bewaldeten Hängen auf, eine Gruppe von sieben bis zu 75 m hohen Buntsandsteinsäulen. Auf einer von ihnen befindet sich die Aussichtsplattform Weser-Skywalk.
Von Karlshafen führt der Ecopfad Archäologie Sieburg oberhalb der Diemel durch den nördlichsten Teil des Reinhardswalds zu der Wallanlage Sieburg. Mangels Funden konnte eine zeitliche Bestimmung des Alters der sichtbaren Wälle bisher nicht erfolgen.

### Museen (Stadtteil Bad Karlshafen)
Das 1989 gegründete Deutsche Hugenotten-Museum Bad Karlshafen befindet sich in einer ehemaligen Zigarrenfabrik in der Altstadt und befasst sich mit der Geschichte der Hugenotten in Frankreich und Deutschland. Die ersten Einwohner von Bad Karlshafen waren Hugenotten, die wegen ihres protestantischen Glaubens aus Frankreich vertrieben worden waren. Das Museum wurde 2006 erweitert und ist zudem eine Genealogische Forschungsstelle und ein Stadtarchiv und bietet eine Ausstellungsfläche von 500 m².

### Freizeit und Kur
Bad Karlshafen ist eine beliebte Anlaufstelle für Wasserwanderer auf der Weser und bietet viele Möglichkeiten zum Wandern. Es gibt einen Campingplatz und einen Minigolfplatz, beides direkt an der Weser.
Als Kurstadt bietet Bad Karlshafen ein modernes Kurzentrum und ein 1986 neu errichtetes Gradierwerk.

### Weser-Therme
Für rund 20 Millionen Euro wurde an der Kurpromenade ein neues Thermalbad in der Stadt gebaut, das am 18. Dezember 2004 eröffnet wurde. Das Thermal-Sole-Heilwasser hat hier einen Salzgehalt von 23 Prozent und wird aus einer Tiefe von 1150 m gewonnen. Das Bad hieß zunächst Kristalltherme Weserbergland und gehörte zur Kristallbäder-Gruppe. Nach einem juristischen Dauerstreit, bei dem der Betreiber unter der Geschäftsführung von Heinz Steinhart vertraglich vereinbarte Pachtzahlungen zurückhielt, wurde die Stadt Bad Karlshafen bis 2009 mit rund 12,2 Millionen Euro belastet. Nach einem Vergleich im August 2009 und der Unterzeichnung eines Übergabevertrages übernahm die Stadt Bad Karlshafen ab 1. Oktober 2009 mit der Tochtergesellschaft Bäderbetriebe Weserbergland GmbH selbst den weiteren Betrieb als Weser-Therme.

## Persönlichkeiten

### Ehrenbürger
- Carl Schaumburg, Bürgermeister, Ehrenbürger ab 23. Juni 1833[28]
- Ferdinand Calckhof, Justizbeamter, Ehrenbürger ab 12. November 1860[28]
- Wilhelm Koch, Praktikular aus Kassel, Ehrenbürger ab 28. Juni 1662[28]
- Johann Friedrich Kuhlenkamp aus Bremen, Stifter des Glockenturmes am Triftweg; Ehrenbürger ab 19. Januar 1882[28]
- Josef Davin aus Bremen, Stifter des Hugenottenturmes; Ehrenbürger ab 29. April 1913[28]
- Reinhold Liebetrau, Kapellmeister der Musikkapelle der Freiwilligen Feuerwehr; Ehrenbürger ab 12. Juli 1957[28]
- Conrad Bönning, Stifter des Glockenspiels im Rathausturm; Ehrenbürger ab 14. November 1970[28]
- Emma Staubesand, Ehrenbürgerin ab 7. Oktober 1982[28]

### Söhne und Töchter der Stadt
- Georg Heinrich Bürgener (1798–1835), Kaufmann und Politiker
- Ferdinand von Schutzbar (1813–1891), Jurist, Rittergutsbesitzer und Parlamentarier
- Hermann Suchier (1848–1914), Romanist
- Georg Zülch (1870–1942), Jurist und Politiker (DNVP)
- Carl Determeyer (1897–1976), Maler
- Günter Frankenberg (* 1945), Jurist
- Wilhelm Hugues (1905–1971), Bildhauer und Maler
- Harry Oberländer (1950–2023), Lyriker
- Robert Bohn (* 1952), Historiker
- Lars Merseburg (* 1975), Schwimmer, Europameisterschafts-Dritter
- Mirja Regensburg (* 1975), Schauspielerin und Comedienne
- Marcus Koch (* 1979), Musiker, Musikproduzent und Komponist
- Andreas Thiele (* 1980), Schauspieler
- Sebastian Schachten (* 1984), Fußballspieler

### Weitere Persönlichkeiten
- Erich Wenneker (* 1960), Pfarrer und Leiter der Hugenotten-Bibliothek im Deutschen Hugenotten-Zentrum
- Herbert Mager (1888–1979), Maler; war seit 1922 in Karlshafen ansässig.
- Daniel Fawcett Tiemann (1805–1899). Der Sohn des aus Karlshafen ausgewanderten Bildermalers und späteren Industriellen Johann Anton Tiemann (* 11. November 1778 in Carlshafen) war von 1858 bis 1860 Bürgermeister von New York.

## Sonstiges
Das Hafenbecken und seine Umgebung dienten 1976 als Drehort und Kulisse für Teile des Films Der Winter, der ein Sommer war.